# 김응준 (1869년)
김응준(金應駿, 1869년 음력 4월 20일 ~ ?)은 구한말과 일제강점기의 법조인이다. 조선총독부 소속 지방관도 지냈다.

## 생애
1885년에 법조인을 뽑는 과거인 율과에 합격하여 법부 주사와 한성재판소 판사 등을 역임한 대한제국의 관리였다. 1900년대 들어서는 육군법원에서 주로 재임했으며, 1905년에 주임관 3등으로 승진했다.
1907년에는 한일신협약이 체결되어 일본이 각급 법원에 일본인 판검사를 배치해 항일 의병운동을 탄압했다. 이런 상황에서 김응준은 1908년부터 약 3년 동안 대구지방재판소 및 대구공소원 판사로서 총 23건의 의병 재판에 참여했다. 김응준에게 중형을 선고받은 의병장 중 상당수는 일제의 침탈에 저항한 것으로 인정되어 대한민국 정부로부터 국가유공자 공훈을 추서받았다. 교수형을 선고받고 옥중에서 자살한 기삼연 부대의 박도경이 대표적이다.
한일 병합 조약에 체결된 뒤인 1912년에는 전라북도 금산군(현 충청남도) 군수를 지냈고, 이후 변호사로 활동했다. 일본 정부로부터 1912년에 한국병합기념장을 수여받은 바 있으며, 1928년에는 쇼와대례기념장을 받았다.

## 의병 재판
김응준이 대구에서 판사로 근무한 기간 동안 담당한 의병 사건은 총 23건이다. 이 가운데 해당 의병장이 징역 또는 유형 5년 이상의 중형을 선고받았고, 후에 훈장이 수여된 주요 사건 내역은 다음과 같다.
| 재판 날짜        | 의병장 이름    | 주활동 지역 | 국가보훈처의 서훈 내역      | 재판 결과             |
| ---------------- | -------------- | ----------- | --------------------------- | --------------------- |
| 1908년 8월 19일  | 최경연, 김술이 | 경상북도    | 건국훈장 애국장 (최경연) 등 | 유형 7년 (최경연) 등  |
| 1909년 11월 7일  | 정영진         | 전라남도    | 건국훈장 애국장             | 유형 5년형 확정       |
| 1908년 11월 27일 | 이원중         | 전라남도    | 건국훈장 애족장             | 유형 5년형 확정       |
| 1908년 12월 16일 | 임사유         | 충남, 전북  | 건국훈장 애국장             | 유형 10년형           |
| 1908년 12월 22일 | 김순오         | 전라남도    | 건국훈장 애족장             | 징역 5년형 확정       |
| 1909년 6월 24일  | 김화서         | 전라북도    | 건국훈장 애국장             | 유형 10년형           |
| 1909년 7월 3일   | 전석기         | 전라북도    | 건국훈장 애국장             | 징역 15년형           |
| 1909년 7월 6일   | 장석봉         | 전라북도    | 건국훈장 애족장             | 징역 10년형           |
| 1910년 1월 18일  | 박도경         | 전라북도    | 건국훈장 애국장             | 사형 확정             |
| 1910년 3월 5일   | 김영백         | 전라남북도  | 건국훈장 국민장             | 사형 확정             |
| 1910년 3월 5일   | 양진여         | 전라남도    | 건국훈장 국민장             | 사형 확정             |
| 1910년 5월 17일  | 양상기, 유병기 | 전라남도    | 건국포장 (양상기) 등        | 사형 확정 (양상기) 등 |

## 사후
2008년 민족문제연구소가 친일인명사전에 수록하기 위해 정리한 친일인명사전 수록예정자 명단 가운데 관료 부문과 사법 부문에 선정되었다. 2007년 대한민국 친일반민족행위진상규명위원회가 공식 발표한 친일반민족행위 195인 명단에도 포함되었다.

## 참고자료
- 친일반민족행위진상규명위원회 (2007년 12월). 〈김응준〉 (PDF). 《2007년도 조사보고서 II - 친일반민족행위결정이유서》. 서울. 1091~1109쪽쪽. 발간등록번호 11-1560010-0000002-10. [깨진 링크(과거 내용 찾기)]